# Karolina Tłustochowska
Karolina Tłustochowska (ur. 19 września 1981) – polska lekkoatletka, płotkarka, specjalizująca się w biegu na 400 metrów przez płotki i sprinterka, medalistka mistrzostw Polski, reprezentantka Polski.

## Kariera sportowa
Była zawodniczką AZS-AWF Wrocław.
Na mistrzostwach Polski seniorek na otwartym stadionie wywalczyła siedem medali, w tym dwa srebrne w sztafecie 4 x 100 metrów: w 2001 i 2004, dwa srebrne w sztafecie 4 x 400 metrów: w 2002 i 2004, brązowy w biegu na 400 metrów ppł w 2002, brązowy w sztafecie 4 x 400 metrów w 2001 i brązowy w sztafecie 4 x 100 metrów w 2005. Na halowych mistrzostwach Polski seniorek zdobyła dwa medale w biegu na 200 metrów: srebrny w 2002 i brązowy w 2003.
Reprezentowała Polskę na mistrzostwach świata juniorów w 2000, zajmując 8. miejsce w biegu na 400 m ppł, z czasem 59,49 oraz 4. miejsce w sztafecie 4 x 400 metrów, z czasem 3:36,11 (z Moniką Bejnar, Dorotą Dydo i Anetą Lemiesz), młodzieżowych mistrzostwach Europy w 2001, zajmując 7. miejsce w biegu na 400 m ppł, z wynikiem 58,95 i młodzieżowych mistrzostwach Europy w 2003, zajmując 7. miejsce w biegu na 400 m ppł, z wynikiem 58,15 i 5. miejsce w sztafecie 4 x 400 metrów, z wynikiem 3:34,04 (z Anną Nentwig, Anitą Hennig i Moniką Bejnar).
Rekordy życiowe:
- 100 m – 11,76 (27.09.2003)
- 200 m – 24,02 (04.07.2004)
- 400 m – 54,77 (25.05.2001)
- 400 m ppł – 57,37 (07.07.2002)